# Георг Шолті
Сер Ґеорґ Шолті (англ. Georg Solti, справжнє ім'я Дьєрдь Штерн угор. Stern György; 21 жовтня 1912, Будапешт, Угорщина — 5 вересня 1997, Антіб, Франція) — угорський і англійський диригент єврейського походження.

## Життя і творчість
Народився у єврейській родині в Будапешті. Вчився грати на фортепіано і композиції у Будапештській консерваторії. Початком творчої діяльності стала робота піаністом-репетитором у Будапештській опері.
Як диригент дебютував у Будапешті 1938 року в день аншлюсу Австрії. У 1939 році, рятуючись від німецького нацизму, переїхав до Швейцарії, де виступав як піаніст, отримавши Першу премію на міжнародному конкурсі в Женеві (1942).
Після війни був музичним керівником Баварської державної опери в Мюнхені і Франкфуртської опери. У 1951 році вперше виступив на Зальцбурзькому фестивалі, продиригувавши оперою В. А. Моцарта «Ідоменей». Музичний керівник Симфонічного оркестру Далласа (1961–1962).
У 1961–1971 роках був керівником Лондонської королівської опери, у 1972 році отримав громадянство Великої Британії. У 1969–1991 роках — музичний керівник Чиказького симфонічного оркестру. Виконав і записав з ним великий репертуар, в тому числі опери «Мойсей і Арон» Шенберга, «Отелло» Верді, «Нюрнберзькі мейстерзінгери» Вагнера, всі симфонії Бетховена, Брамса, Брукнера, Малера і в цілому виступив з оркестром 999 раз (тисячний виступ планувався на 85-річчя диригента, до якого він не дожив). Працював також з Паризьким оркестром (був його музичним керівником в 1972–1975), Віденським філармонічним оркестром і Лондонським філармонічним оркестром (керував ним у 1979–1983), записав з ними ряд дисків. Директор Пасхального фестивалю в Зальцбурзі (1993–1994).
Нагороджений Орденом Британської Імперії (1971); Золотою медаллю Королівського філармонічного товариства (1989); є кавалером Ордена мистецтв і літератури (1995). Записи Шолто 33 рази були удостоєні премії Греммі, це досягнення вписано до «Книги рекордів Гіннеса». За його бажанням похований в Угорщині, його могила знаходиться поруч з могилою композитора Бартока.
| Диригент | Це незавершена стаття про диригента або диригентку. Ви можете допомогти проєкту, виправивши або дописавши її. |